# Euderces perplexus
Euderces perplexus là một loài bọ cánh cứng trong họ Cerambycidae.